# تیم ملی فوتبال زنان کامبوج
تیم ملی فوتبال زنان کامبوج (انگلیسی: Cambodia women's national football team) نماینده فوتبال زنان این کشور در رده ملی است و تحت نظارت فدراسیون فوتبال کامبوج قرار دارد.